# Wilhelm Kirchbauer
Wilhelm Kirchbauer (* 31. Mai 1875 in Neumarkt in der Oberpfalz; † 28. Juni 1936 in Aachen) war ein deutscher Architekt und Baubeamter.

## Leben und Werk

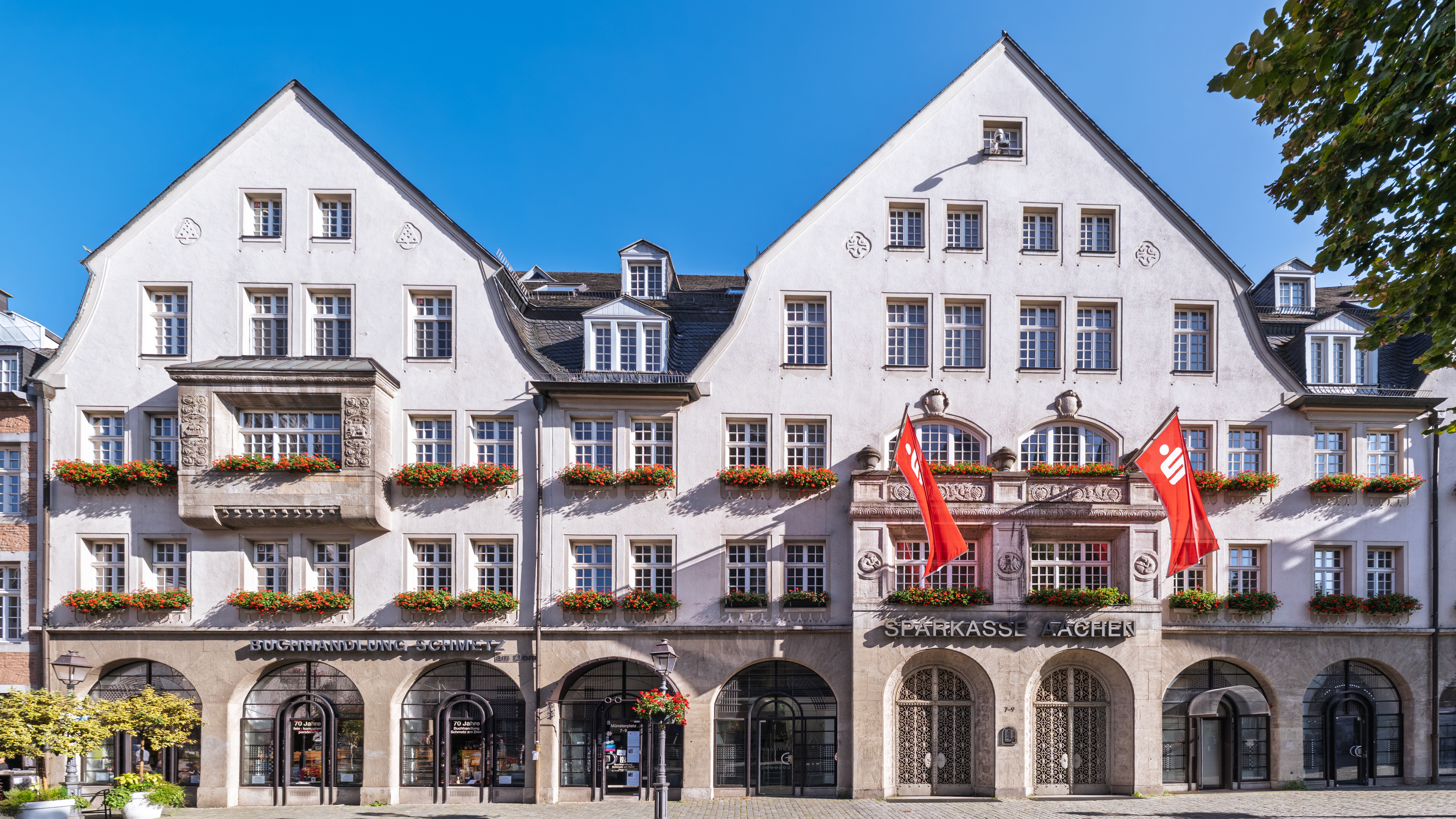
Sparkassengebäude in Aachen (1914–1915)

Kirchbauer besuchte ein humanistisches Gymnasium und studierte Architektur – vermutlich an der Technischen Hochschule München. Seit dem Studium war er Mitglied der Studentenverbindung Akademischer Gesangverein München im SV. Nach dem bestandenen Staatsexamen arbeitete er zunächst im bayerischen Staatsdienst, wobei er zeitweise auch als Lehrer an einer staatlichen Baugewerkschule eingesetzt wurde. Spätestens 1911 ging er nach Aachen, wo er zunächst Mitarbeiter im Stadtbauamt unter Stadtbaurat Joseph Laurent war und nach Laurents Pensionierung 1921 selbst zum Stadtbaurat aufstieg. Er starb 1936 kurz nach seinem 61. Geburtstag an einem langen, schweren Leiden, wobei er zu dieser Zeit bereits im Ruhestand war.
Mehrere von ihm entworfene Bauwerke stehen unter Denkmalschutz, darunter die Bauten des ehemaligen königlich bayerischen Landgestüts Spickel in Augsburg-Spickel-Herrenbach (1901), das Zentralschulgebäude in Weißenburg in Bayern (1907–1908), das Sparkassengebäude am Münsterplatz in Aachen (1914–1915; in Zusammenarbeit mit dem Aachener Architekten Otto Karow) sowie einige Erweiterungsbauten des Alten Schlachthofs in Aachen (1927–1930).